# Полунино (Волгоградская область)
Полунино — хутор в Дубовском районе Волгоградской области, в составе Горнобалыклейское сельского поселения.
Население — 95 (2010).

## История
Первоначально известен как казачий хутор Полунин. Дата поселения неизвестна. Хутор был поселён на земле станицы Александровской Астраханского казачьего войска. В конце XIX века хутор относился к Царицынскому уезду Саратовской губернии.
В 1919 году село в составе Царицынского уезда включено в состав Царицынской губернии.
В 1928 году включён в состав Дубовского района Нижне-Волжского края (с 1934 года Сталинградского края). В 1935 году передан в состав Балыклейского района Сталинградского края (с 1936 года — Сталинградской области, с 1962 года — Волгоградской области). До 1959 года существовал Полунинский сельсовет. В 1959 году Полунинский сельсовет был упразднён, территория передана Горнобалыклейскому сельсовету. В 1963 году в связи с упразднением Балыклейского района хутор включён в состав Камышинского района. В 1965 году сельсовет и хутор были переданы в состав Дубовского района. С 2005 года — в составе Горнобалыклейское сельского поселения.

## География
Хутор расположен на севере Дубовского района в степной местности в пределах Приволжской возвышенности, относящейся к Восточно-Европейской равнине, на правом берегу реки Холостая (приток Балыклейки). Рельеф местности холмисто-равнинный. Склоны долины Балыклейки изрезаны балками и оврагами. Центр хутора расположен на высоте около 50 метров над уровнем моря. Почвы — каштановые. Почвообразующие породы — глины и суглинки.
По автомобильным дорогам расстояние до областного центра города Волгограда составляет 140 км, до районного центра города Дубовка — 83 км, до административного центра сельского поселения села Горный Балыклей — 27 км.
Часовой пояс
Полунино, как и вся Волгоградская область, находится в часовой зоне МСК (московское время). Смещение применяемого времени относительно UTC составляет +3:00.

## Население
Динамика численности населения
| 1860 | 1987 |
| ---- | ---- |
| 177  | ≈290 |

| 2010 |
| ---- |
| 95   |